# Jean Zerbo
Jean Zerbo (nascut el 27 de desembre de 1943) és un prelat catòlic que serveix com a arquebisbe de Bamako des de 1998. El Papa Francesc anuncià que el crearia cardenal al consistori del 28 de juny següent, convertint-se en el primer cardenal provinent de Mali.

## Biografia
Jean Zerbo va néixer el 27 de desembre de 1943 a Ségou, i va ser ordenat prevere el 10 de juliol de 1971 per Pierre Louis Leclerc, bisbe de Ségou.
Continuà els seus estudis primer a Lió al 1975 i després a l'Institut Pontifici Bíblic de Roma entre 1977 i 1981, assolint una llicenciatura en Sagrada Escriptura. Al 1982 va ser assignat a fer treball parroquial a Markala, mentre que donava classes al Seminari Major de Bamako.
El 21 de juny de 1988, el Papa Joan Pau II el nomenà bisbe auxiliar de Bamako i bisbe titular d'Accia.
El 20 de novembre de 1988 va ser consagrat bisbe per Jozef Tomko, Prefecte de la Congregació per a l'Evangelització dels Pobles, amb Luc Auguste Sangaré, arquebisbe de Bamako i Joseph Paul Barnabé Perrot, bisbe emèrit de San, actuant com a co-consagradors.
El 19 de desembre de 1994, el Papa Joan Pau II el nomenà bisbe de Mopti.
El 27 de juny de 1998, va ser nomenat arquebisbe de Bamako. El Papa Francesc anuncià el 21 de maig de 2017 que elevaria Zerbo al Col·legi de Cardenals al consistori del 28 de juny de 2017.
Com a arquebisbe ha promogut el diàleg entre els cristians i la majoria musulmana, participant en les negociacions de pau. Al 2012 va formar part d'una delegació de representants de la societat civil que participà en les converses entre el règim militar governant a Mali i els partits polítics de l'oposició. Ha advocat per la reconciliació nacional des de llavors. També ha servit com a president de Caritas Mali, un programa internacional d'ajut pels refugiats i pobres.